# Raids
Raids ist eine französische Gemeinde mit 208 Einwohnern (Stand 1. Januar 2022) im Département Manche in der Region Normandie. Sie gehört zum Arrondissement Coutances und zum Kanton Agon-Coutainville.
Die Gemeinde Raids liegt am Rand der Halbinsel Cotentin, 22 Kilometer von Saint-Lô entfernt. Sie wird umgeben von den Nachbargemeinden Saint-Germain-sur-Sèves im Nordwesten, Sainteny im Nordosten, Auxais im Osten, Marchésieux im Süden und Saint-Sébastien-de-Raids im Südwesten.

## Bevölkerungsentwicklung
| Jahr      | 1962 | 1968 | 1975 | 1982 | 1990 | 1999 | 2008 | 2018 |
| --------- | ---- | ---- | ---- | ---- | ---- | ---- | ---- | ---- |
| Einwohner | 310  | 265  | 193  | 201  | 184  | 217  | 197  | 193  |

## Sehenswürdigkeiten

Kirche Saint-Georges

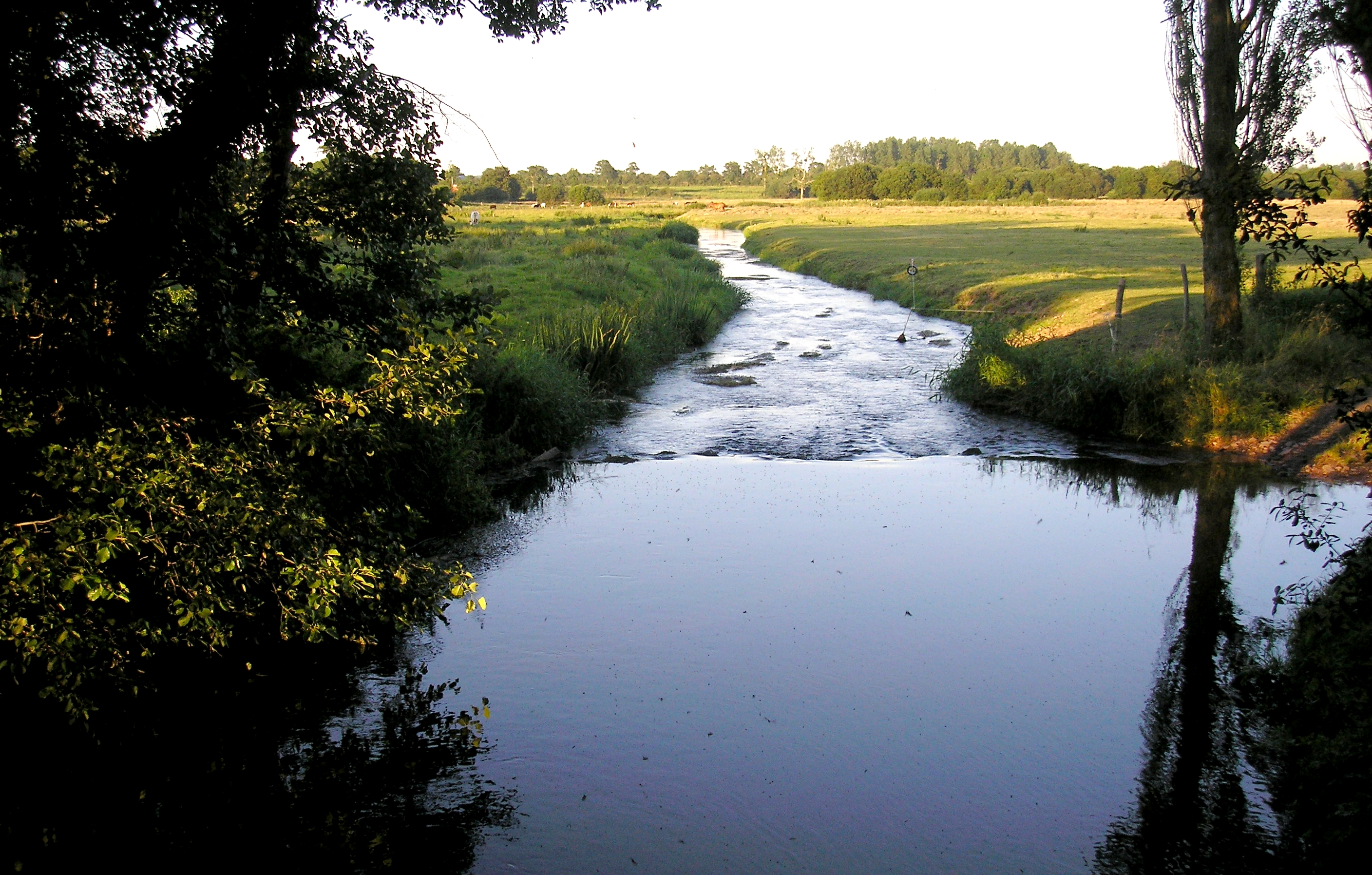
Der Fluss Taute bei Raids

- Kirche Saint-Georges